# Жил-был
«Жил-был» — советский короткометражный драматический фильм 1967 года, снятый Эльдаром Кулиевым на киностудии «Азербайджанфильм» им. Дж. Джабарлы. Экранизация рассказа Салама Кадырзаде «Осенние листья».
Премьера фильма состоялась в августе 1968 года.

## Сюжет
Одинокий старик, стороживший дачный посёлок, встречает старушку, такую же одинокую, как и он, после чего он отправляется к ней в гости. У них на душе становится теплее, становясь вместе. Когда старик заболел, старушка выходила его, а через некоторое время заболела сама старушка. С большим трудом он смог порадовать её вкусным обедом, но вскоре старушка умерла. В итоге старик снова остался один.

## Роли исполняют
- Садая Мустафаева — старушка
- Садык Гасанзаде[азерб.] — старик
- Гаджимамед Гафгазлы — мулла

## Съёмочная группа
- Автор сценария, режиссёр: Эльдар Кулиев
- Оператор: Юрий Дуринов
- Композитор: Фарадж Караев
- Художник: Фикрет Багиров[азерб.]